# Aldo Zamorani
Aldo Zamorani (Brescia, 1925 – Passo del Jof, 22 marzo 1945) è stato un partigiano italiano, Medaglia d'oro al valor militare alla memoria.

## Biografia
Frequenta il Collegio Militare di Milano, oggi denominato Scuola militare "Teulié", dal 1941 al 1943 come allievo del corso Fumi. Iscritto all'Università di Bologna alla facoltà d'ingegneria, nel 1944 decide di aggregarsi alle Brigate Osoppo-Friuli. Nonostante la sua giovane età riesce ad ottenere il comando di un gruppo di partigiani. Resta ferito due volte durante gli scontri con i nazisti.
Il 22 marzo 1945 durante un'azione volta a liberare dei compagni prigionieri, per la quale si era proposto come volontario, fu colpito a morte da un proiettile di mortaio.